# Парфёнов, Леонид Геннадьевич
Леони́д Генна́дьевич Парфёнов (род. 26 января 1960, Череповец, Вологодская область) — советский и российский журналист, телеведущий, телепродюсер, документалист, писатель, общественный деятель.
Автор телевизионных и книжных проектов «Намедни. Наша эра» и «Российская империя», автор множества документальных фильмов, пятикратный лауреат премии ТЭФИ (в 1995, 1999, 2000 (специальный приз), 2002 и 2004 годах), автор YouTube-канала «Парфенон» и выходящего на нём документального цикла «Нмдни».

## Ранняя биография
Родился 26 января 1960 года в Череповце Вологодской области.
Мать, Альвина Андреевна Парфёнова (урождённая Шматинина, род. 1931), родом из деревни Уломы, предки отца, инженера-металлурга Геннадия Викторовича Парфёнова (1931—2004), из Ёрги. Отец был главным инженером Череповецкого металлургического комбината (в свободное время любил рыбачить и охотиться на уток). Брат Владимир Парфёнов (род. 1966) — бизнесмен, владелец компании по продаже медицинского оборудования; любит охоту.
Учился в череповецкой школе № 4. В 1973 году получил диплом юнкора «Пионерской правды». Первый большой материал, на соискание Государственной премии, был посвящён фильму Сергея Соловьёва «Сто дней после детства» (1975). В 1977 году поступил на факультет журналистики Ленинградского университета имени Жданова. В общежитии проживал совместно со студентами из Болгарии, благодаря чему выучил болгарский язык, который и до сих пор, по собственным словам, остаётся единственным иностранным, на котором может говорить свободно. Окончил факультет в 1982 году.
В советской прессе печатался от «Красной Звезды» и «Правды» до «Московских новостей» и «Огонька». В 1983 году был корреспондентом в газете «Вологодский комсомолец». Для газеты делал статьи на самые актуальные темы (молодёжная культура, мода, искусство), в частности написал ряд заметок о Ленинградском рок-клубе. Через некоторое время от имени Вологодского обкома КПСС следуют два постановления: «О недостатках в газете „Вологодский комсомолец“» и «О серьёзных недостатках в газете „Вологодский комсомолец“». После них Парфёнов вынужден будет уволиться из газеты и переходит работать на Вологодское областное ТВ в Череповце, в котором проработал до отъезда в Москву в 1986 году. На областном ТВ провёл телеинтервью с Александром Бовиным, опальным музыкальным журналистом Артемием Троицким и лидером группы «Магнетик бэнд» Гуннаром Грапсом.
В журналистских кругах дружил с будущим известным рок-музыкантом Александром Башлачёвым. Именно на квартире у Парфёнова в сентябре 1984 года состоялась судьбоносная для Башлачёва встреча с Артемием Троицким, после которого тот организовал для Башлачёва первые квартирные концерты в Москве и Ленинграде.

## Карьера на телевидении
В 1986 году являлся спецкором молодёжной редакции Центрального телевидения, параллельно работал корреспондентом программы «Мир и молодёжь». В 1988 году перешёл работать на «Авторское телевидение». В 1989 году в соавторстве с Андреем Разбашем снял трёхсерийный документальный фильм «Дети XX съезда» о поколении шестидесятников (Евгений Евтушенко, Лен Карпинский, Егор Яковлев, Андрей Вознесенский и др.).
С ноября 1990 по март 1991 года — автор и ведущий информационно-аналитической программы «Намедни», которую делал совместно с телекомпанией «Авторское телевидение». В начале 1991 года Парфёнов был отстранён от эфира за «неправильные» высказывания по поводу ухода Эдуарда Шеварднадзе с поста министра иностранных дел.
В 1992 году сделал цикл передач «Дело», рассказывающий о событиях, произошедших в мире в 1991 году.
В 1992 году Парфёновым, Константином Эрнстом, Игорем Угольниковым и экс-продюсером телекомпании «ВИD» Светланой Поповой была образована компания «Мастер ТВ» для производства собственных программ, которая просуществовала три года.
С марта 1992 по май 1993 года на 1-м канале Останкино Парфёнов был автором и ведущим документального наблюдения «Портрет на фоне». Первое время он рассказывал о политических деятелях (Гайдар, Руцкой, Шеварднадзе, Назарбаев), а затем посвящал выпуски передачи людям, олицетворяющим какую-либо эпоху (Зыкина, Кириллов, Магомаев, Пугачёва, Гребенщиков). В декабре 1992 года в рамках этой передачи Парфёнов взял интервью у Евгения Леонова, которое, как позже окажется, стало для популярного актёра последним, но не было полностью показано в телеэфире до 2002 года. Последний выпуск проекта был посвящён популярному в то время певцу Богдану Титомиру, который произнёс в эфире передачи фразу «Пипл хавает», ставшую впоследствии крылатой.
«К поколению историков и обозревателей, которые выросли в СССР и стали взрослыми людьми именно в 1970-е годы, относится Леонид Парфёнов, чьи телевизионные передачи и роскошно изданные в приложение к ним книги представили нам семидесятые (как, впрочем, и шестидесятые, восьмидесятые и девяностые) как «то, без чего нас невозможно представить, еще труднее понять». Парфёнов дает зрителю возможность поддаться очарованию предметов и привычек советской повседневности, может быть, даже впасть в ностальгию, хотя сам и сохраняет при этом некоторую ироническую дистанцию.»
В октябре 1993 года переходит на работу в только что созданную телекомпанию НТВ, где решает вновь запустить программу «Намедни», но уже в формате «еженедельной информационной программы неполитических новостей». Парфенов первым в России надевал на съемку розовые рубашки вместо белых и выходил в эфир небритым. Это было частью формата, который он называл «инфотейнмент» — новости через развлечение.
В 1994 году был автором и ведущим проекта «НТВ — Новогоднее ТелеВидение», за который получил свою первую ТЭФИ в номинации «Развлекательная программа».
15 марта 1995 года Леонид Парфёнов провёл выпуск ток-шоу Владислава Листьева «Час пик» на 1-м канале Останкино.
В 1995—1996 годах был автором первых двух частей популярного новогоднего шоу «Старые песни о главном» (ОРТ). Идея проекта была задумана вместе с Константином Эрнстом ещё в 1993 году, во время съёмок фильма об Алле Пугачёвой из цикла «Портрет на фоне» в Нижнем Новгороде, однако реализовать идею удалось лишь спустя два года, когда Эрнст стал генеральным продюсером ОРТ.
С октября 1995 по январь 1998 года (поочерёдно с Евгением Киселёвым и Павлом Лобковым) и с апреля по май 2001 года также вёл программу «Герой дня».
В 1997—2001 годах — ведущий исторической программы «Намедни. Наша эра». Метод с монтажом событий, людей, явлений всех сфер жизни одной эпохи Леонид Парфёнов придумал из пролога повести Льва Толстого «Два гусара». После апреля 2001 года цикл продолжился: каждое последнее воскресенье декабря вплоть до 2003 года выходил ежегодный выпуск «Намедни» о событиях завершавшегося года.
С апреля 1997 по март 1999 года занимал пост главного продюсера НТВ, с декабря 1997 года входил в совет директоров этой телекомпании. На данной должности отвечал за неполитическое вещание телеканала, а также за дизайн, сетку вещания, премьеры, программы сторонних производителей. Под его руководством осенью 1997 года была запущена скандально известная программа «Про это» с Еленой Хангой, ставшая первым в истории российского ТВ ток-шоу о любви и сексе. Занимая данную должность, примерно в это же время пригласил в штат телекомпании Льва Новожёнова и Дмитрия Диброва. В 1998 году в паре с Еленой Хангой вёл русскую версию игры «Форт Боярд». Весной 1999 года покинул пост по собственному желанию.
В конце 1990-х — начале 2000-х часто приглашался в жюри Высшей лиги КВН. Дважды был членом жюри фестиваля «Голосящий КиВиН» (1997, 1999). В октябре 2000 года — ведущий и комментатор трансляции церемонии вручения телевизионной премии «ТЭФИ-2000» на НТВ. С ноября 2000 по май 2003 года вёл исторический документальный проект «Российская империя» на НТВ.
С января по апрель 2001 года представлял рубрику «Особый взгляд Леонида Парфёнова» в рамках информационно-аналитической программы «Итоги». Был автором и ведущим нескольких фильмов из цикла «Новейшая история».
Во время конфликта журналистов с новым менеджментом в 2001 году занял сторону власти; коллеги (Дибров, Точилин, Юсупов, Листова и Насибов) в прямом эфире «Антропологии» назвали его «предателем». 6 апреля 2001 года, после эфира передачи Диброва, Парфёнов принял решение уйти с НТВ «в никуда», написал открытое письмо генеральному директору канала Евгению Киселёву и в течение недели не выходил на работу. После исхода журналистского коллектива 14 апреля 2001 года Парфёнов согласился сотрудничать с командой Бориса Йордана. 16 апреля 2001 года был создан редакционный совет НТВ, куда помимо Парфёнова вошли Татьяна Миткова, Владимир Кулистиков и ряд журналистов. Леонид заслужил репутацию штрейкбрехера, но сам подчёркивал, что этого не боится. В 2018 году Парфёнов, объясняя свою позицию во время того конфликта, заявил, что журналисты во время освещения событий вокруг смены собственника НТВ «перегнули палку с корпоративной верностью» и «злоупотребляли эфиром», против чего он был сам. При этом он отметил, что восстановил отношения с большей частью ушедших с НТВ журналистов, в том числе и с Евгением Киселёвым.
С сентября 2001 по май 2004 года — автор и ведущий информационно-аналитической программы «Намедни». 31 января 2003 года программа была удостоена премии ТЭФИ в номинации «Информационно-аналитическая программа». Некоторые репортёры программы (в том числе Андрей Лошак и Алексей Пивоваров) также были отдельно удостоены данной премии.
В начале 2003 года коллективом программы «Намедни» во главе с Парфёновым была запущена информационная программа «Страна и мир», выходившая по будням в 22:00 на НТВ. Программа просуществует до конца декабря 2004 года, после чего выпуски программы «Сегодня» в 22:00, а затем в 19:00 (основной выпуск) стилистически будут напоминать программу «Страна и мир».
В январе 2003 года большой общественный резонанс вызвал прошедший в эфир в программе «Намедни» сатирический сюжет Павла Лобкова о новом генеральном директоре НТВ, докторе медицинских наук Николае Сенкевиче, начальнике Парфёнова и Лобкова. В сюжете Лобков привёл доказательства, цитируя статью Сенкевича «Советы Вольтеру», что новый гендиректор НТВ по своей медицинской специальности не столько терапевт, а скорее — проктолог. После этого программа «Намедни» уходит в отпуск на несколько месяцев, и вновь выходит в эфир 18 мая.
В июле 2003 года программа «Страна и мир» была неожиданно отправлена в отпуск и чуть не закрылась. В ноябре из «Намедни» был изъят сюжет о книге «Байки кремлёвского диггера» Елены Трегубовой, о чём Парфёнов объявил прямо в эфире программы. Похожая история произошла в мае 2004 года, когда Парфёнов запланировал поставить в свою программу интервью с вдовой чеченского сепаратиста Зелимхана Яндарбиева. Главный редактор НТВ Александр Герасимов издал приказ, запрещающий транслировать этот сюжет в европейском эфире (сюжет уже был показан в восточной части страны), якобы по просьбе российских спецслужб, чтобы не повлиять на процесс над российскими гражданами, подозреваемыми в убийстве Яндарбиева в Катаре. Парфёнов опубликовал текст приказа в газете «Коммерсантъ», где также был опубликован полный текст интервью. В руководстве сочли это нарушением корпоративной этики, и 31 мая 2004 года программа «Намедни» была закрыта, а самого Парфёнова уволили с НТВ.

## Деятельность после 2004 года
С 2004 по 2014 год — автор документальных фильмов на «Первом канале». За этот период работы были созданы документальные фильмы «О, мир — ты спорт!», «Люся», «И лично Леонид Ильич», «Зворыкин-Муромец», «Птица-Гоголь», «Хребет России», «Цвет нации» и др.
С 5 декабря 2004 по 20 декабря 2007 года был главным редактором журнала «Русский Newsweek». В 2005 году — ведущий совместного проекта журнала и радиостанции «Наше радио» «Полчаса о главном с Леонидом Парфёновым».
Осенью 2006 года Парфёнов должен был стать ведущим музыкального проекта «Две звезды» на «Первом канале» в паре с Аллой Пугачёвой, однако во время съёмок программы в самом конце августа сломал пяточную кость, упав с двухметрового подиума.
В 2007 году начал работу над книгой-альбомом «Намедни. Наша эра», разделённой на четыре тома — по десятилетиям. По словам Парфёнова:

В книге собрано намного больше информации, чем было в телепроекте. Объём текста раз в пять больше. Телевидение сильно ограничивала вялая, старая кинохроника. Кроме того, в издании есть ряд тем, которых не было в телепроекте вообще: от диафильмов — до побега Нуреева.

Первый том вышел 11 ноября 2008 года. Четырёхтомник оказался настолько успешным, что в конце 2010 года Парфёнов начал работу над дополнительным пятым томом.
Весной 2008 года озвучил русскую версию мультсериала «38 обезьян», выходившего на канале 2х2.
С конца 2000-х годов на регулярной основе снимался в рекламных роликах на телевидении.
В 2009 году — постоянный член жюри программы «Первого канала» «Минута славы». С 2010 по 2011 год совместно с Татьяной Арно вёл программу «Какие наши годы!» на «Первом канале». С 2011 по 2013 год вёл телепередачу «Волшебный мир Disney» на том же телеканале, сменив Ивана Урганта.
25 ноября 2010 года стал первым лауреатом премии имени Владислава Листьева. Выступая на церемонии вручения, Парфёнов подверг резкой критике ситуацию, сложившуюся на российском телевидении. Предполагалось, что «Парфёнов попытался таким образом извиниться перед теми своими коллегами, которые стали жертвами и его малодушия в критической ситуации», ссылаясь на разгром НТВ в 2001 году. Владимир Познер, который вёл торжество, «заранее знал о намерении Парфёнова» и реакцию гостей, «среди которых были руководители телеканалов, известные журналисты и телеведущие, представители администрации Президента» обозначил как одобрительную («никакой реакции, кроме аплодисментов»). А на митинге 10 декабря против фальсификаций на парламентских выборах 2011 года заявил, что современное ТВ — это «похабень с бадминтоном и амфорами».

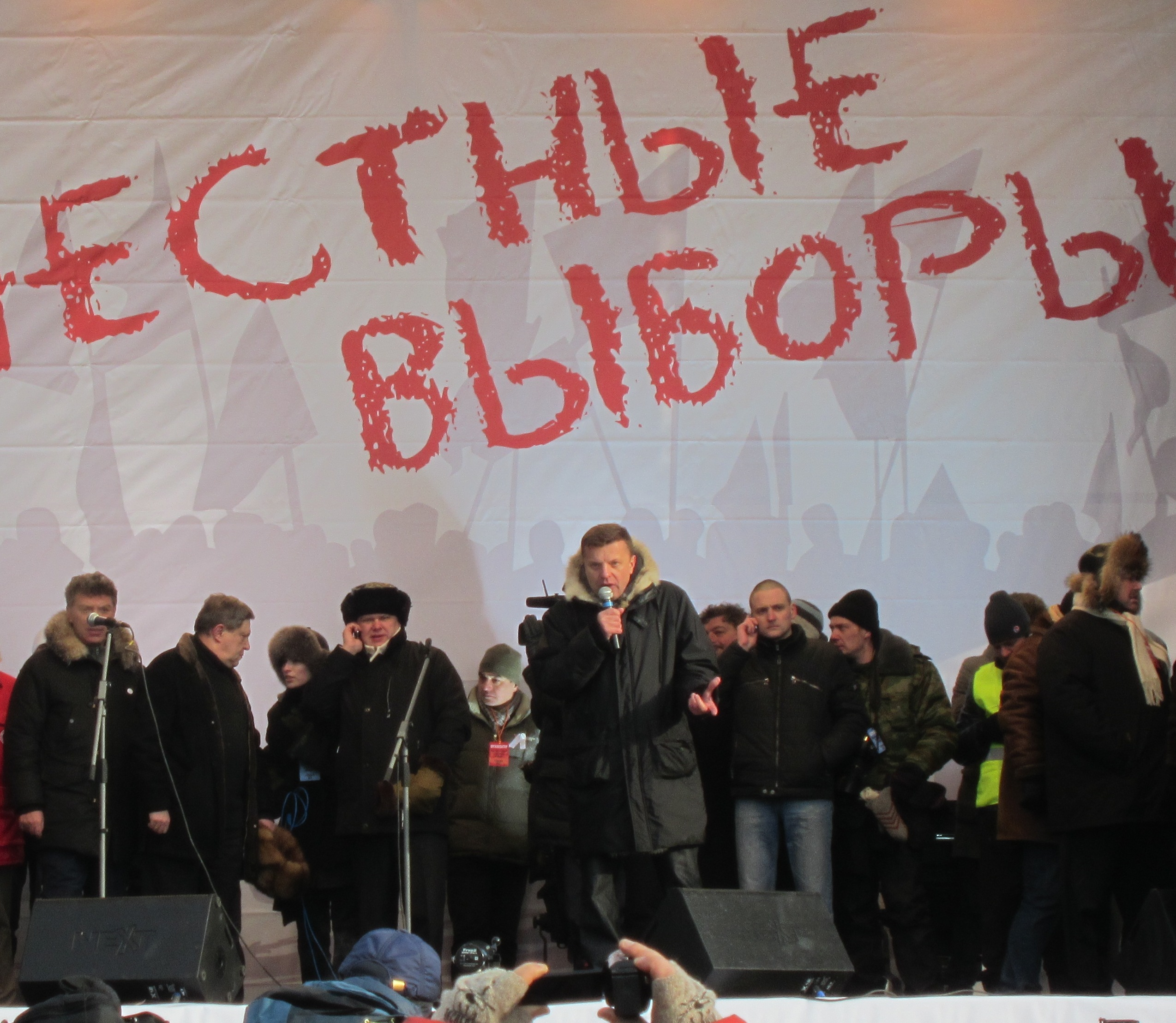
Леонид Парфёнов на митинге «За честные выборы». 4 февраля 2012 года.

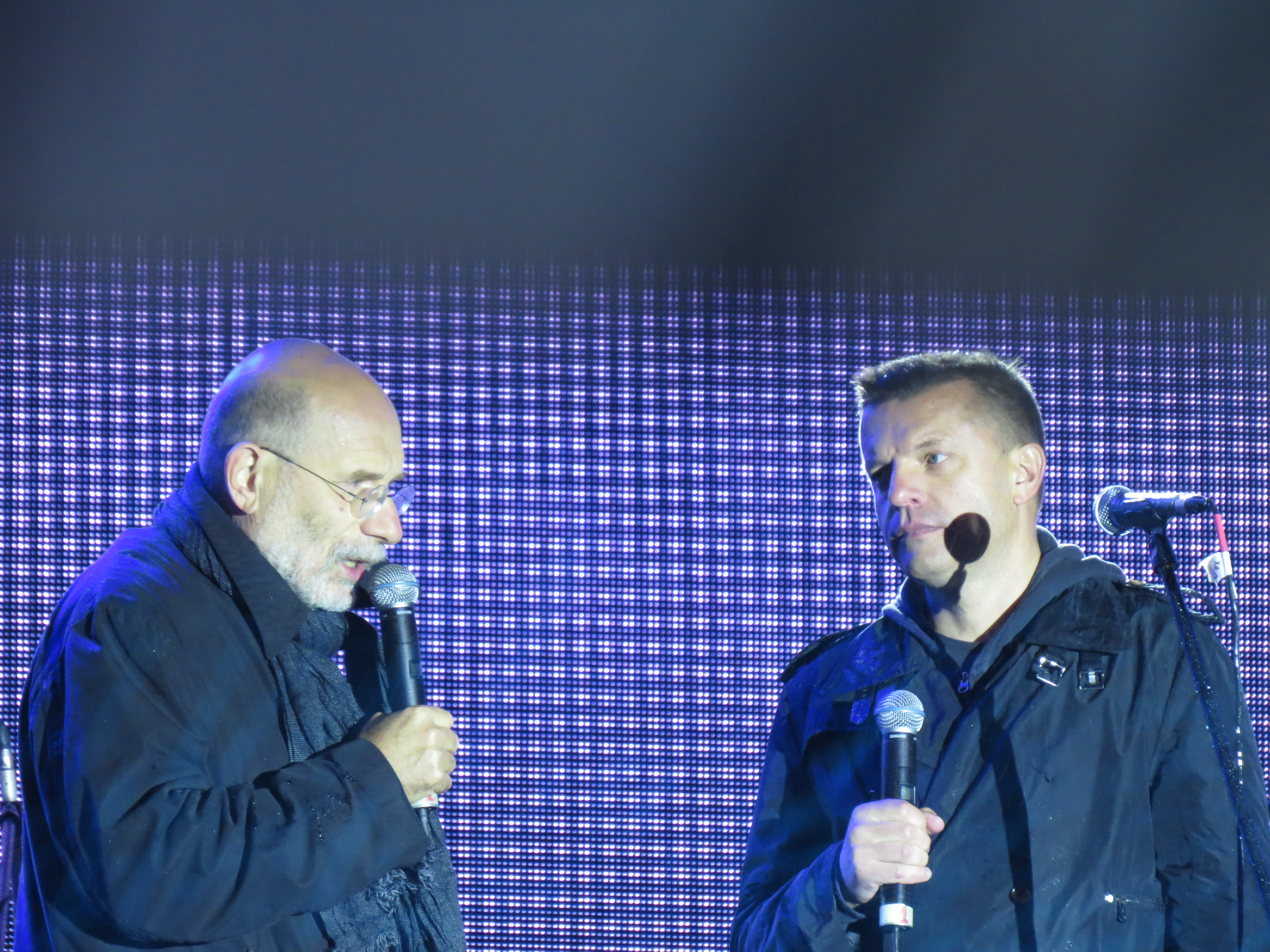
Леонид Парфёнов и Борис Акунин на митинге в поддержку кандидата в мэры Москвы Алексея Навального. 6 сентября 2013 года.

2 декабря 2011 года Леонид Парфёнов принял участие в презентации нового тома энциклопедии «Намедни (2001—2005)» в Московском доме книги на Новом Арбате. На встрече Леонид Парфёнов заявил, что хотел создать большой том, посвящённый XXI веку, но не уложился в одну книгу, поэтому «Намедни (2001—2005)» является первым полутомом. Второй полутом («Намедни (2006—2010)») вышел в марте 2013 года.
Накануне президентских выборов 2012 года Борис Березовский заявил, что хотел бы видеть на посту президента России Леонида Парфёнова.
1 марта 2012 года в интернете состоялась премьера музыкального видео «Пока, Медвед!». Песня Васи Обломова, записанная вместе с Ксенией Собчак и Леонидом Парфёновым, высмеивает представления российской власти об оппозиции и посвящена неучастию президента Дмитрия Медведева в политической жизни страны. В мае того же года состоялась премьера второй серии музыкального видео, в котором они обращаются уже к Владимиру Путину. Ролик называется «ВВП». 31 декабря 2012 года в программе «Парфёнов 2012» был показан третий видеоклип Васи Обломова, Ксении Собчак и Леонида Парфёнова «Рэп-молебен в поддержку веры» (аллюзия на панк-молебен «Богородица, Путина прогони!» группы Pussy Riot).
С 8 апреля по 24 июня 2012 года — один из ведущих программы «Парфёнов и Познер» на телеканале «Дождь». Каждое воскресенье именитые ведущие встречались в студии «Дождя» в 21:00, чтобы обсудить главные события последних дней друг с другом и гостями-ньюсмейкерами. В июне того же года передача была закрыта. Руководство «Первого канала» поставило Познера перед выбором — работать либо на «Первом», либо на «Дожде» — и он выбрал «Первый канал».
31 декабря 2012 года Парфёнов подвёл итоги 2012 года в программе «Парфёнов 2012», вышедшей на телеканале «Дождь». Среди прочего телеведущий уделил внимание панк-группе Pussy Riot, Русской православной церкви и часам патриарха Кирилла, протестному движению и белой ленте, полёту Владимира Путина со стерхами и видео на песню Gangnam Style, набравшем более миллиарда просмотров на YouTube.
19 марта 2013 года состоялась презентация 6-го тома «Намедни» (2006—2010).
24 марта 2013 года состоялся первый выпуск общественно-политического «еженедельного тележурнала» «Парфёнов», ведущим которого стал сам Парфёнов, а шеф-редактором — Александр Уржанов, бывший шеф-редактор программы «Центральное телевидение» на НТВ. Создателями выступили Фонд поддержки независимых СМИ, запустивший на своём сайте краудфандинг для сбора средств на производство программы, и телеканал «Дождь». Были собраны средства для создания 12 выпусков тележурнала. В конце июня 2013 года программа была закрыта. После премьерного показа на телеканале «Дождь» программа бесплатно распространялась на региональных каналах.
В январе 2016 года подготовил урок о новом языке медиа, ответственности элит и будущем для образовательного онлайн-проекта «Открытый Университет».
14 апреля 2016 года в кинопрокат вышла первая серия документального проекта «Русские евреи», созданного совместно с фондом Михаила Фридмана «Генезис». Всего в прокат вышло три серии.
С 23 июня по 25 августа 2017 года — ведущий музыкального ток-шоу «Намедни в караоке» на телеканале «RTVI».
19 февраля 2018 года запустил собственный YouTube-канал и интернет-шоу «Парфенон», где делится впечатлениями о прошедших событиях. Также на канале проводятся прямые эфиры общения со зрителями и выкладываются документальные фильмы разных времён авторства Леонида Парфёнова, в том числе «Русские евреи».
В сентябре 2018 года Парфёнов сообщил, что начал работу над документальным фильмом «Русские грузины», и в апреле 2020 года, после двухмесячного кинотеатрального проката, первый из двух фильмов выложен на его YouTube-канале. Съёмки второго фильма были приостановлены из-за пандемии COVID-19 и невозможности грузинских актёров прилететь в Москву. В итоге его прокат начался в феврале 2022 года.
В начале 2019 года стало известно, что Парфёнов возобновит свой проект «Намедни», премьера новых серий которого состоялась 18 марта 2019 года на его YouTube-канале. Выпуски, выходившие в 2019 году, посвящены каждому году из истории СССР с 1946 по 1960 год. Начиная с выпуска о 1952 годе (выпуск от 30 сентября) из названия исчезает слово «Намедни» из-за споров по авторским правам с НТВ. Весной 2020 года проект «Намедни» продолжается выпусками, посвящённым годам 2004—2010, а осенью — посвящённым годам 2011—2015 с уже новым названием «#НМДНИ». Темы, освещавшиеся в выпусках проекта о 1946—1960 и 2004—2010 годах, были взяты напрямую из книг-альбомов «Намедни. Наша эра». Весной 2021 года стартовала серия выпусков, посвящённая 2016—2020 годам. 21 июня 2021 года вышел выпуск о событиях 1921 года, а после перерыва, связанного с поиском необходимой хроники, с октября 2021 года начали выходить выпуски о 1922—1930 годах.
25 февраля 2022 года покинул Россию[прояснить] после начала вторжения на Украину.

## Личная жизнь
Жена (с 1987 года) — Елена Львовна Чекалова (род. 8 января 1967). Её отец Лев Чекалов был журналистом, работал в газете «Советская Россия», потом в отраслевых изданиях; мать была редактором и составителем словарей, по профессии — лексикограф. Окончила МГУ имени М. В. Ломоносова. Преподавала русский язык и литературу для иностранных студентов в геологоразведочном институте в течение года. Потом работала журналистом в газетах «Советская культура», «Московские новости» и других. Написала в 1990 году книги «Нам возвращают наш портрет» (вместе с мужем), «До и после „Взгляда“», «Ночной эфир 1». В 2009—2013 годах была ведущей кулинарной программы «Счастье есть!» на «Первом канале» (рубрика в утренней передаче, в 2010—2011 годах — отдельная программа). С марта 2007 года ведёт рубрику о еде в газете «Коммерсантъ». Автор книг «Мировая кухня. Кулинарные хиты со всего света из наших продуктов» и «Ешьте! Новая книга о вкусной и здоровой пище. Завтраки, ланчи, перекусы». 

Я дружила с одной преподавательницей курсов повышения квалификации работников телевидения, которая периодически показывала мне работы своих слушателей — журналистов, работавших на местных телестудиях. И вот среди этих работ мне попалось совершенно удивительное сочинение какого-то мальчика из Череповца о группе «Аквариум», о Борисе Гребенщикове. Поразил потрясающий, не шаблонный стиль — лёгкий, весёлый, раскованный, чего в советские времена практически не бывало. Помню, сказала своей подруге: «Галя, наверное, это какой-то необыкновенный парень». Она говорит: «Правда, очень интересный. Когда приедет в Москву, познакомлю. Кстати, закажешь ему какую-нибудь статью для своей газеты. Мне кажется, у него здорово получится». И однажды, когда у меня дома собралась очередная компания, она пришла с Лёней. Мы с ним познакомились, я заказала ему какой-то материал, он написал, потом были другие статьи…— Елена Чекалова. «На прогулке Парфёнов меня ошарашил» 
- Сын — Иван Леонидович Парфёнов (род. 1988) — экономист[144], учился в Англии, в Германии, там и окончил школу. В 2011 году окончил Университет Боккони. В 2011—2013 годах работал в «РИА Новости», продвигая интернет-проекты[8]. С января 2019 года возглавляет управление по цифровому маркетингу и развитию цифровых продуктов портала Sport24[145]. 6 сентября 2015 года Иван женился на Марии Михайловне Бройтман, архитекторе, дочери инвестиционного банкира[144][146].

- Внук — Михаил Иванович Парфёнов (род. 5 февраля 2018).
- Внучка — Белла Ивановна Парфёнова (род. 28 сентября 2019).

- Дочь — Мария Леонидовна Парфёнова (род. 2 сентября 1992)[150], училась в Италии в школе Британского совета. Окончила университет ресторанно-гостиничного бизнеса[8]; дипломированный социолог, директор по развитию и фандрайзингу проекта «Учитель для России», эксперт в области дислексии и неуспеваемости у школьников[151]. Основала Ассоциацию родителей детей с дислексией. 17 ноября 2022 года вышла замуж за израильского бизнесмена Сергея Мхитаряна[152][153], живёт в Тель-Авиве.
- Внук — Меир Яков Грант (родился 20 июля 2025)[154][155]

## Общественная деятельность
С 12 ноября 2012 года по 2018 год — член Президентского Совета по развитию гражданского общества и правам человека. Работал в составе постоянной комиссии по свободе информации и правам журналистов и постоянной комиссии по исторической памяти. 2 марта 2014 года, вместе с другими 26 членами СПЧ (Сванидзе, Масюк, Кучер и др.), выразил несогласие с разрешением Совета Федерации президенту РФ на использование российских войск на территории Украины.
1-2 марта 2021 года личная библиотека Парфёнова из 452 томов была выставлена на благотворительный аукцион книжного магазина «Подписные издания». Лот выкупили за 500 тыс. рублей, выручка была направлена на поддержку проекта «Помощь» Никиты Кукушкина.
В феврале 2022 года выступил против вторжения России на Украину.
По состоянию на 2023 год живёт во Франции.

## Фильмография

### Документальное кино
1. 1988 — Дети XX съезда (о поколении шестидесятников)
2. 1992—1993 — Портрет на фоне
3. 1997—2003 — Намедни. Наша эра
4. 1998 — Весь Жванецкий (телевизионное собрание сочинений Михаила Жванецкого)[164]
5. 1998 — Новейшая история. Семнадцать мгновений весны 25 лет спустя (о телефильме «Семнадцать мгновений весны»)
6. 1998 — Жизнь Солженицына (к 80-летию Александра Солженицына), совместно с режиссёром Алексеем Пищулиным и продюсером Юрием Прокофьевым
7. 1999 — Век Набокова (к 100-летию Владимира Набокова)[165]
8. 1999 — Новейшая история. Место встречи. 20 лет спустя (о телефильме «Место встречи изменить нельзя»)
9. 1999 — Живой Пушкин (к 200-летию А. С. Пушкина)[166]
10. 1999 — 300 лет Новому году[167]
11. 2000—2003 — Российская империя
12. 2000 — Красный день календаря (о двух главных идеологических праздниках Советского государства — 7 Ноября и 1 Мая)[168][169]
13. 2000 — Зыкина (о Людмиле Зыкиной)
14. 2000 — Геннадий Хазанов. Жил-был я (о Геннадии Хазанове)[170]
15. 2004 — Ведущий (к 70-летию Владимира Познера)[171]
16. 2004 — О мир, ты — спорт! (об Олимпийских играх 2004 года в Афинах)[172][173]
17. 2005 — Смертельный полёт (об Александре Башлачёве, очевидец событий)
18. 2005 — Люся (к 70-летию Людмилы Гурченко)
19. 2005 — Война в Крыму — всё в дыму (к 150-летней годовщине Крымской войны)[174]
20. 2005 — Частный Рубенс за сто миллионов (о судьбе одного из главных шедевров Рубенса, картины «Тарквиний и Лукреция», вывезенной после войны из Германии в СССР)[175]
21. 2005 — Гамбит. На месте событий (телепредисловие к кинофильму «Турецкий гамбит»)[176]
22. 2006 — И лично Леонид Ильич (к 100-летию Леонида Брежнева)[177][178]
23. 2007 — Вечный Олег (к 80-летию Олега Ефремова)[179]
24. 2008 — Современница (к 75-летию Галины Волчек)
25. 2009 — Птица-Гоголь (к 200-летию Николая Васильевича Гоголя)[180][181][182]
26. 2009 — С твёрдым знаком на конце (к 100-летию с момента основания и 20-летию с момента возобновления издания газеты «Коммерсантъ»)[183]
27. 2010 — Хребет России (история Урала)[184]
28. 2010 — Зворыкин-Муромец (история создания телевидения и биография Владимира Зворыкина)[185][186][187]
29. 2011 — Он пришёл дать нам волю (к 80-летию Михаила Горбачёва)[188][189]
30. 2011 — Родерер: Шампанское царей (к 270-летию употребления шампанского в России и о роли шампанского в жизни двух держав — России и Франции)[190]
31. 2012 — Глаз Божий (двухсерийный фильм о русских коллекционерах предметов классического и современного мирового искусства, к 100-летию Пушкинского музея)[191][192][193]
32. 2012 — Perfetto! (об основных видах итальянского кофе и их секретах приготовления)[194][195]
33. 2013 — Цвет нации (к 150-летию Сергея Прокудина-Горского и 100-летию 1913 года)[196][197][198]
34. 2016—2017 — Русские евреи (три серии)[199][200][201][202][203]
35. 2017 — #ЯПРОШЛА (о важности ранней диагностики рака груди, в соавторстве с Катериной Гордеевой)[204]
36. 2019 — Огонь, вода и медные кубы (о шотландском виски Macallan)
37. 2019—н. в. — #НМДНИ
38. 2020 — Русские грузины. Фильм 1[205]
39. 2021 — In Qvevri Veritas (о грузинском виноделии)[206][207]
40. 2021 — Карман России (к 800-летию Нижнего Новгорода)[130][208]
41. 2022 — Русские грузины. Фильм 2[209]

### Игровое кино
1. 1994 — Очень старый Новый год — ведущий[210]
2. 1996 — Старые песни о главном 2 — третий Дед Мороз
3. 2000 — Тихие омуты — камео
4. 2011 — Generation П — камео
5. 2011 — Борис Годунов — дьяк Щелкалов

### Озвучивание
1. 2003—2005 — 38 обезьян на канале 2×2 — закадровый перевод 2008 года[95][211][212][213]
2. 2014 — Приключения мистера Пибоди и Шермана — мистер Пибоди — дублирование[214]

## Видеография
- 1992 — "Улыбка" Первого канала (совместно с телеведущими Первого канала "Останкино")[215]
- 2012 — «Пока, Медвед!» (совместно с Васей Обломовым и Ксенией Собчак)
- 2012 — «ВВП» (совместно с Васей Обломовым и Ксенией Собчак)
- 2012 — «Рэп-молебен в поддержку веры» (совместно с Васей Обломовым и Ксенией Собчак)

## Публикации

### Книги

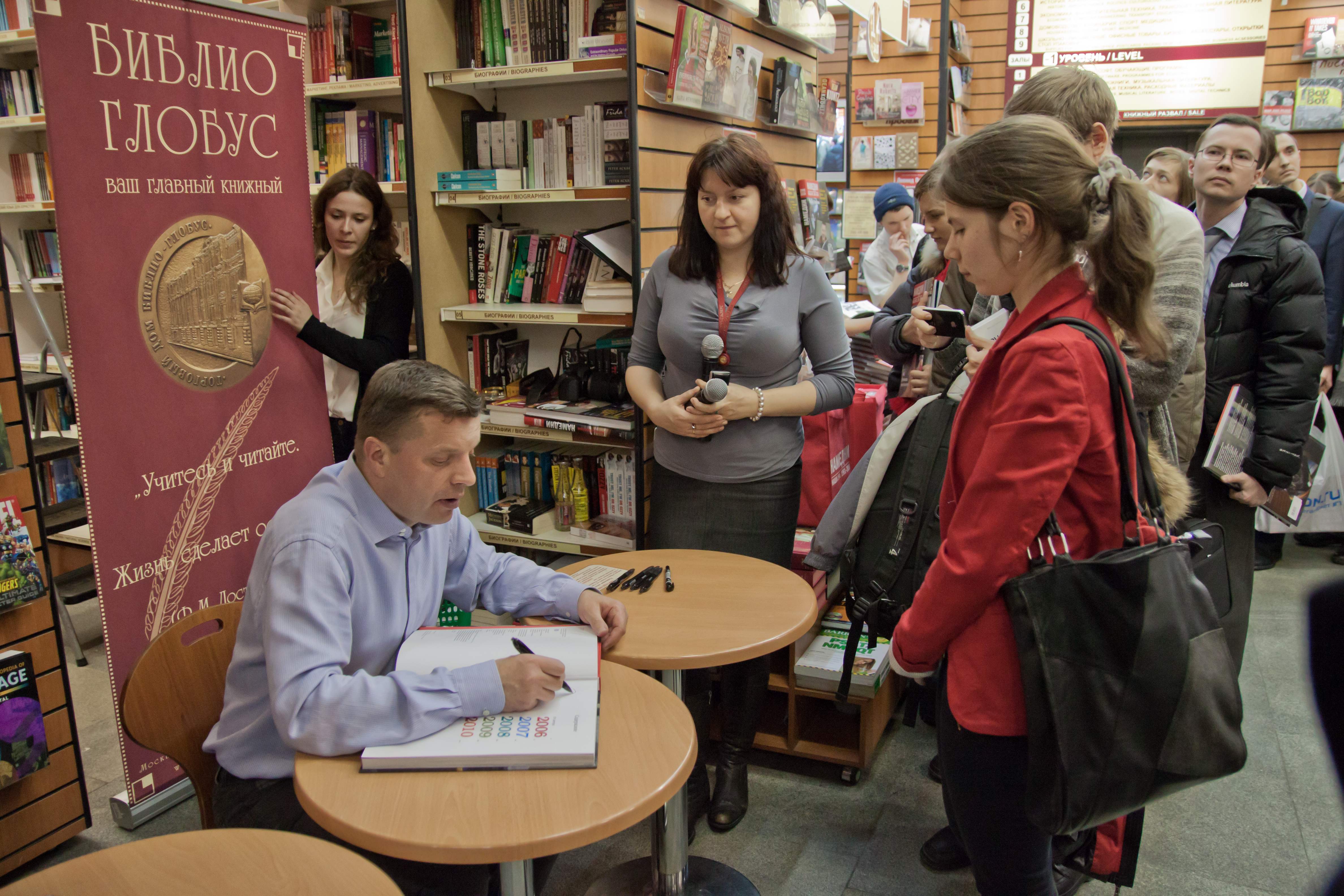
Презентация книги «Намедни. Наша эра. 2006—2010» в магазине Библио-Глобус (20 марта 2013 года)

1. Парфёнов Л., Чекалова Е. Нам возвращают наш портрет: Заметки о телевидении. — М.: Искусство, 1990. — 207 с. — 50 000 экз. — ISBN 5-210-00221-7.
2. Парфёнов Л. Намедни. Наша эра. 1961—1970. — М.: КоЛибри, Азбука-Аттикус, 2009. — 272 с. — 50 000 экз. — ISBN 978-5-389-00248-7.
3. Парфёнов Л. Намедни. Наша эра. 1971—1980. — М.: КоЛибри, Азбука-Аттикус, 2009. — 272 с. — 50 000 экз. — ISBN 978-5-389-00575-4.
4. Парфёнов Л. Намедни. Наша эра. 1981—1990. — М.: КоЛибри, Азбука-Аттикус, 2010. — 288 с. — 20 000 экз. — ISBN 978-5-389-00032-2.
5. Парфёнов Л. Намедни. Наша эра. 1991—2000. — М.: КоЛибри, Азбука-Аттикус, 2010. — 304 с. — 20 000 экз. — ISBN 978-5-389-01107-6.
6. Парфёнов Л. Зворыкин Муромец. — М.: КоЛибри, Азбука-Аттикус, 2011. — 160 с. — 5000 экз. — ISBN 978-5-389-01502-9.
7. Парфёнов Л. Намедни. Наша эра. 2001—2005. — М.: КоЛибри, Азбука-Аттикус, 2012. — 224 с. — 10 000 экз. — ISBN 978-5-389-02329-1.
8. Парфёнов Л. Намедни. Наша эра. 2006—2010. — М.: КоЛибри, Азбука-Аттикус, 2013. — 240 с. — 20 000 экз. — ISBN 978-5-389-02757-2.
9. Парфёнов Л. Г. Российская империя. 1689—1762. Пётр I, Анна Иоанновна, Елизавета Петровна. — М.: Эксмо, 2013. — 192 с. — 15 000 экз. — ISBN 978-5-699-60684-9.
10. Парфёнов Л. Г. Российская империя. 1762—1801. Екатерина II, Павел I. — М.: Эксмо, 2013. — 192 с. — 10 000 экз. — ISBN 978-5-699-66961-5.
11. Парфёнов Л. Г. Российская империя. 1801—1855. Александр I, Николай I. — М.: Эксмо, 2014. — 192 с. — 4000 экз. — ISBN 978-5-699-75848-7.
12. Парфёнов Л. Намедни. Наша эра. 1946—1960. — М.: КоЛибри, Азбука-Аттикус, Agey Tomesh / WAM, 2015. — 288 с. — 20 000 экз. — ISBN 978-5-389-06130-9.
13. Парфёнов, Леонид. Намедни. Наша эра. 1931—1940 / Леонид Парфёнов. — М.: Издательство АСТ : CORPUS, 2017. — 224 с. — (Намедни. Наша эра). — 8000 экз. — ISBN 978-5-17-100364-7.
14. Парфёнов, Леонид Геннадьевич. Намедни. Наша эра. 1921—1930 / Леонид Парфёнов. — М.: Издательство АСТ : CORPUS, 2021. — 200 с. — (Намедни. Наша эра). — 7000 экз. — ISBN 978-5-17-108359-5.
15. Парфёнов, Леонид Геннадьевич. Намедни. Наша эра. 2011—2015 / Леонид Парфёнов. — М.: Издательство АСТ : CORPUS, 2021. — 192 с. — (Намедни. Наша эра). — 12 000 экз. — ISBN 978-5-17-136963-7.
16. Парфёнов, Леонид Геннадьевич. Намедни. Наша эра. 1961—1970. Новое издание. Переработанное и дополненное / Леонид Парфёнов. — М.: Издательство АСТ : CORPUS, 2022. — 320 с. — (Намедни. Наша эра). — 4 000 экз. — ISBN 978-5-17-116243-6.
17. Парфёнов, Леонид Геннадьевич. Намедни. Наша эра. 2016—2020 / Леонид Парфёнов. — СПб.: Подписные издания, 2024. — 192 с. — (Намедни. Наша эра). — 7 000 экз. — ISBN 978-5-6046895-2-3.

### Статьи
- Предисловие к «Михаил Ходорковский: Статьи, диалоги, интервью». ISBN 978-5-699-48993-0[216]

## Награды и номинации

### ТЭФИ
| Год  | Номинирован за                 | Награда                               | Итог      |
| ---- | ------------------------------ | ------------------------------------- | --------- |
| 1995 | «Намедни»                      | Лучшая передача об искусстве          | Номинация |
| 1995 | «НТВ — новогоднее телевидение» | Развлекательная программа             | Победа    |
| 1999 | «Живой Пушкин»                 | Специальный приз                      | Победа    |
| 2002 | «Намедни»                      | Информационно-аналитическая программа | Победа    |
| 2004 | Леонид Парфёнов                | Специальный приз                      | Победа    |
| 2010 | «Зворыкин-Муромец»             | Телевизионный документальный фильм    | Номинация |

### Другие награды
- Премия Союза журналистов России «Золотое перо России» (2000)[217][218],
- Приз телепрессы в номинации «Телевизионная персона» (28 ноября 2002 года)[219],
- Премия «GQ Человек года» в номинации «Лицо из ТВ» (2003)[220],
- Премия «GQ Человек года» в номинации «Главный редактор года» (2005)[221],
- Гран-при конкурса «Книга года-2009» Федерального агентства по печати и массовым коммуникациям и Московской международной книжной выставки-ярмарки (за книгу-альбом «Намедни. Наша эра. 1961-70»)[222],
- Книга года по результатам голосования читателей журнала «Афиша» (за книгу-альбом «Намедни. Наша эра. 1961-70»),
- Приз «Лучшая книга журналиста» Федерального агентства по печати и массовым коммуникациям (за книгу-альбом «Намедни. Наша эра. 1961-70»),
- Приз «Серебряный слиток» от радиостанции «Серебряный дождь» в числе событий 2008 года (за книгу-альбом «Намедни. Наша эра. 1961-70»),
- Премия имени Владислава Листьева (25 ноября 2010 года)[223],
- Премия Союза журналистов России: «Зворыкин-Муромец» «За неизменно штучную работу на фоне конвейерного телевидения» (2010)[224],
- «Профессионал года» (2010) по версии газеты «Ведомости»[225][226],
- Премия «Скрипач на крыше» в номинации «Телевидение» (2016) — за документальный фильм «Русские евреи»[227],
- Специальный приз премии «Просветитель» «За вклад в цифровую культуру» (2019) — за проект «Parfenon»[228][229].